# NGC 3400
NGC 3400 ist eine Balken-Spiralgalaxie vom Hubble-Typ SBa im Sternbild Kleiner Löwe am Nordsternhimmel. Sie ist schätzungsweise 63 Millionen Lichtjahre von der Milchstraße entfernt.
Das Objekt wurde am 11. April 1785 von dem Astronomen Wilhelm Herschel entdeckt.